# Séez
Séez ist eine französische Gemeinde mit 2460 Einwohnern (Stand 1. Januar 2022) im Département Savoie in der Region Auvergne-Rhône-Alpes.

## Geographie
Séez liegt an der oberen Isère, drei Kilometer nordöstlich von Bourg-Saint-Maurice in der Tarentaise am Fuß des Kleinen Sankt Bernhard in der Nähe der italienischen Grenze, nur etwa 15 Kilometer südwestlich der italienischen Gemeinde La Thuile. 

## Geschichte
Der sechste Meilenstein einer Römerstraße hat der Gemeinde ihren Namen gegeben.
Während der Französischen Revolution (1789–1799) wurde Séez Val-Joli („hübsches Tal“) genannt. 1793 erhielt es den Status einer Gemeinde und 1801 das Recht auf kommunale Selbstverwaltung.
Am wenigsten Einwohner hatte Séez 1946, bis 1954 nahm die Einwohnerschaft sprunghaft zu, dann bis 1962 ab und seitdem steigt sie an.

## Bevölkerungsentwicklung
| Jahr                       | 1962 | 1968 | 1975 | 1982 | 1990 | 1999 | 2011 | 2018 |
| Einwohner                  | 1200 | 1134 | 1134 | 1300 | 1662 | 1968 | 2431 | 2342 |
| Quellen: Cassini und INSEE |      |      |      |      |      |      |      |      |

## Kultur und Sehenswürdigkeiten
Das Schmuckmuseum Saint Eloi befindet sich in einer alten, restaurierten Schmiede. Es werden dort über 200 Schmuckstücke aus der Savoie (Savoyen) gezeigt, auch einige barocke Stücke aus der Tarentaise.
Der alpine botanische Garten Chanousia befindet sich in 2188 Metern Höhe auf dem Kleinen Sankt Bernhard. Er wurde von Pierre Chanoux angelegt und beherbergt heutzutage 1200 verschiedene Variationen von Pflanzen und Blumen der Bergwelt.
Auf dem Pass befindet sich außerdem ein Steinkreis aus der Jungsteinzeit. Er befindet sich im Besitz des Staates und wurde 1956 als Monument historique (historisches Denkmal) klassifiziert.
Die Gemeinde bietet einen kostenlosen Bustransfer zur Skistation Espace San Bernardo an.